# Gendt
Pour la ville belge, voir Gand.
Gendt est un village situé dans la commune néerlandaise de Lingewaard, dans la province de Gueldre. Le 1er janvier 2007, le village comptait 7 140 habitants.
Jusqu'au 1er janvier 2001, Gendt était une commune indépendante. À cette date, la commune a été rattachée à la commune de Bemmel, en même temps que Huissen. Cette nouvelle commune a été renommée Lingewaard dès le 1er janvier 2003.

## Galerie

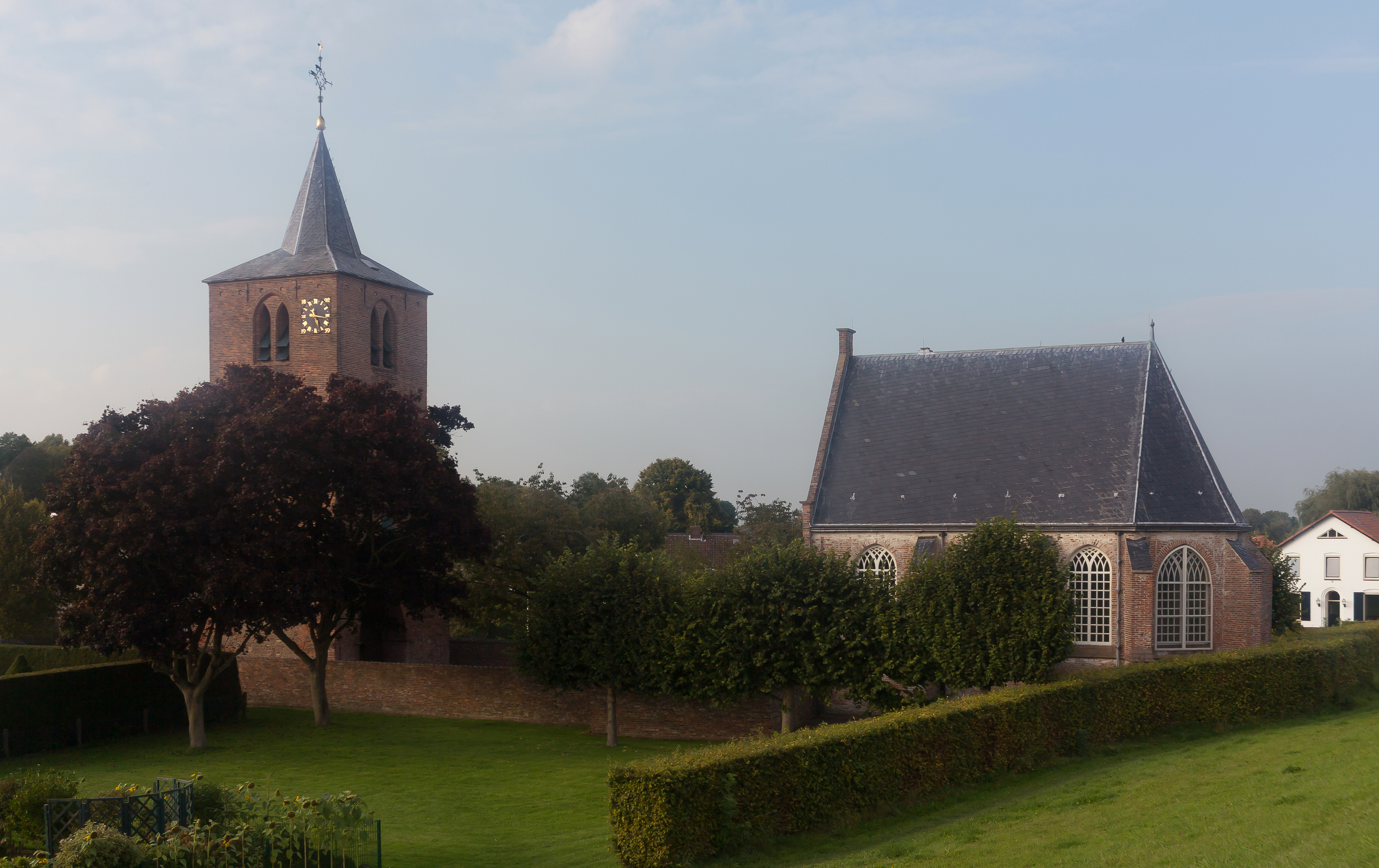
Gendt, église protestante
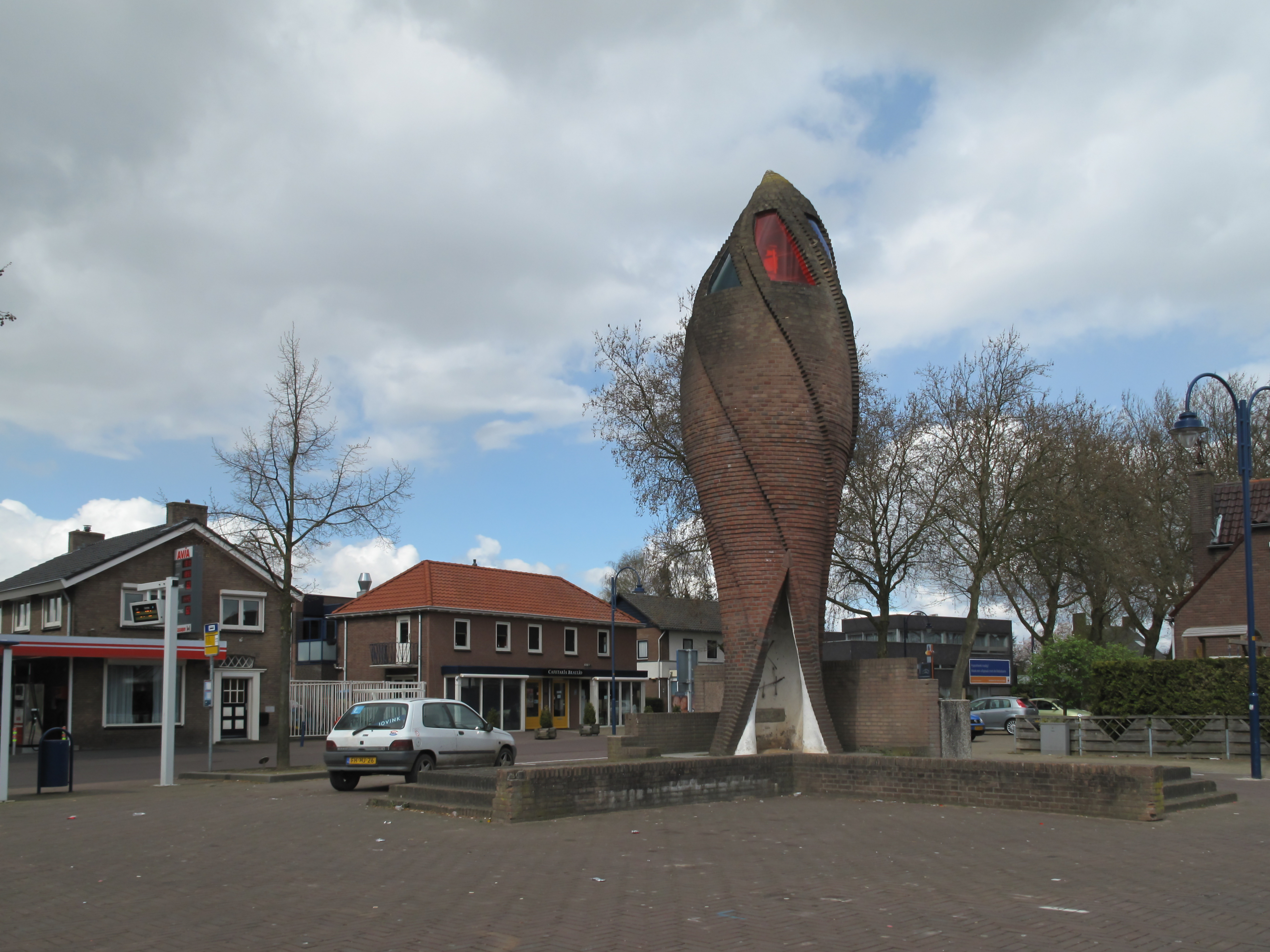
Gendt, place: het Julianaplein
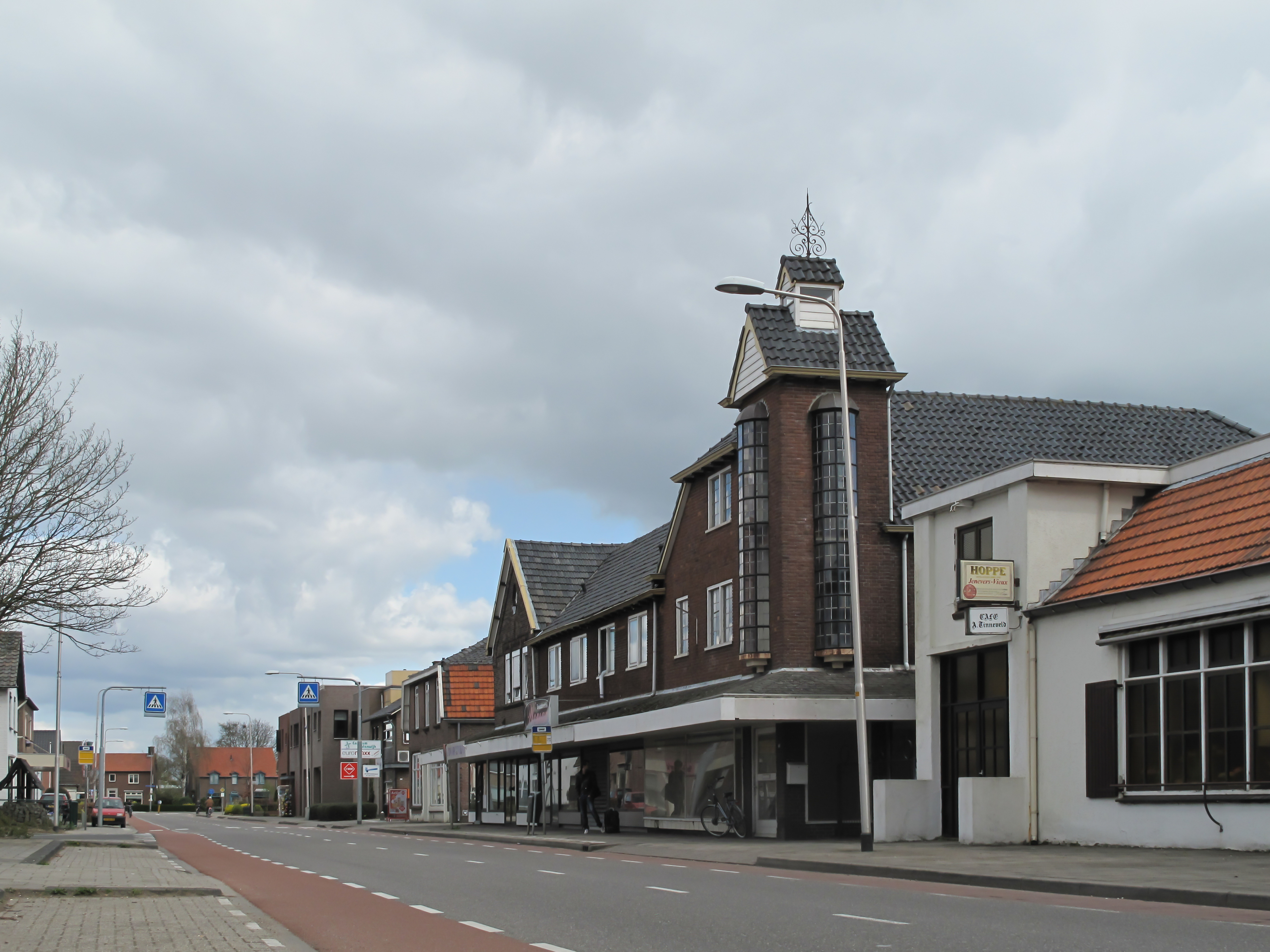
Gendt, vue sur la rue: de Dorpssstraat
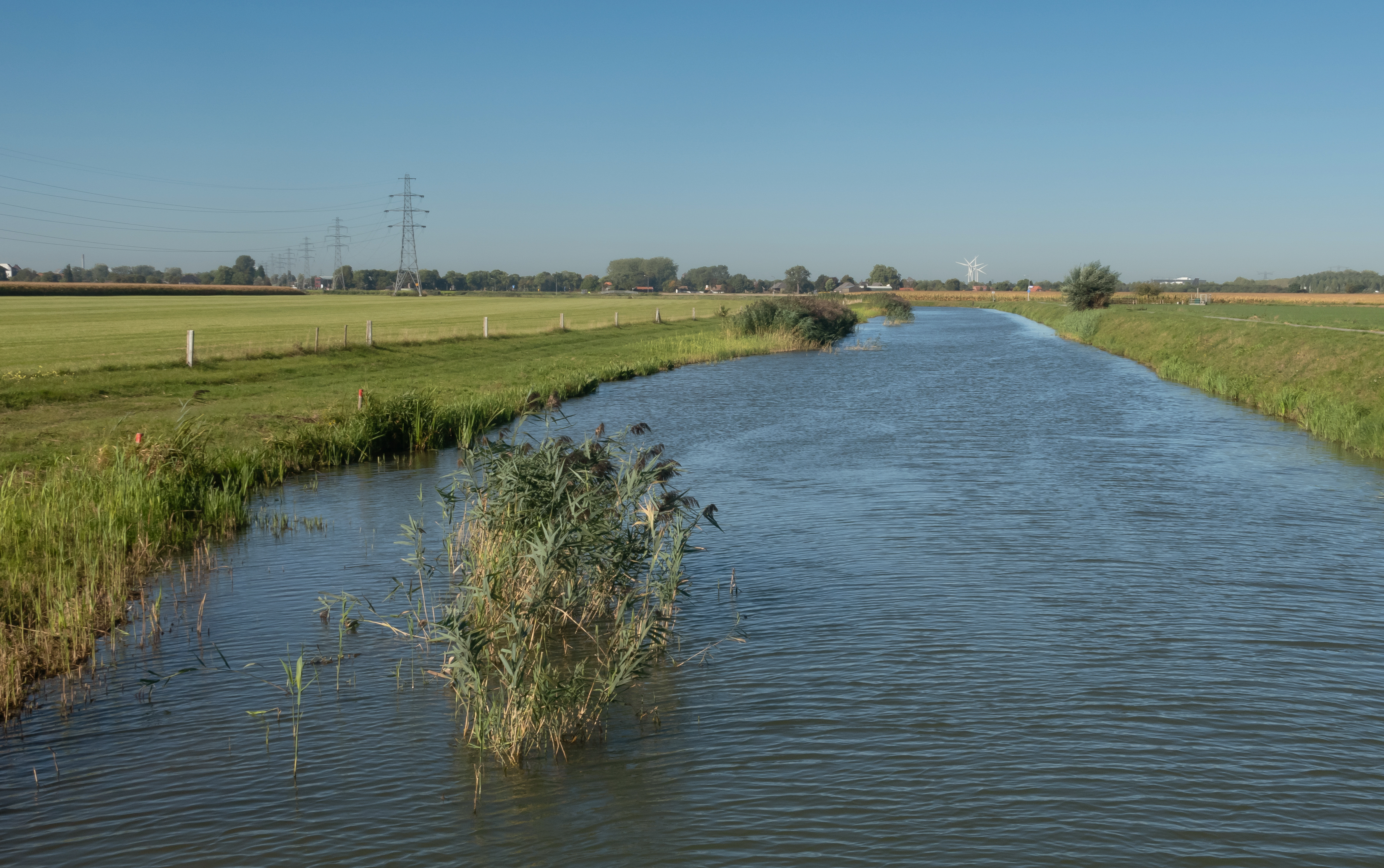
Gendt, la Linge